# We R Who We R
«We R Who We R» —en español: «Somos lo que somos»— es una canción interpretada por la cantante y compositora estadounidense Kesha, perteneciente a su primer EP, Cannibal, de 2011. Fue compuesta por la propia intérprete, Jacob Kasher Hindlin, Ammo, Dr. Luke y Benny Blanco, mientras que su producción musical quedó a cargo de los tres últimos. Se lanzó oficialmente como el primer sencillo de Cannibal el 16 de enero de 2011 mediante un EP publicado en la tienda digital iTunes.

## Antecedentes y descripción

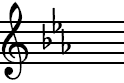
La canción está escrita en la tonalidad do menor.

En septiembre de 2010, hubo un aumento en la tasa de suicidios de adolescentes en los Estados Unidos a causa del acoso escolar. Luego de leer múltiples noticias relacionadas con el tema, Kesha comenzó a escribir «We R Who We R». En una entrevista con el diario Rolling Stone, aseguró que:

«Estaba realmente afectada por los suicidios que han venido ocurriendo, después de haber sido un objeto de odio público. No tengo absolutamente ninguna idea de como estos chicos se sentían. Lo que estoy pensando no es nada comparado con lo que ellos tuvieron que pasar. Cada cosa rara en ti es hermosa y hace la vida más interesante. Espero que la canción realmente capture la emoción de celebrar quién eres [...] Espero que sea un himno para los bichos raros, para gente real».

«We R Who We R» es una canción de género electropop con influencias de los géneros house y europop. Kesha la compuso con ayuda de Ammo, Dr. Luke, Jacob Kasher Hindlin y Benny Blanco, mientras que su producción musical quedó a cargo de Ammo, Benny Blanco y Dr. Luke. Musicalmente, la canción sigue una estructura similar a la de los anteriores sencillos de la intérprete, «Tik Tok» y «Take It Off», mientras que líricamente habla acerca de ser uno mismo. De acuerdo con la partitura publicada en Musicnotes, la canción tiene un tempo allegro de 120 pulsaciones por minuto y está compuesta en la tonalidad de do menor. El registro vocal de Kesha se extiende desde la nota mi bemol mayor hasta la si bemol mayor. En el estribillo del tema se utiliza el efecto auto-tune para mejorar las notas de Kesha.

## Desempeño comercial
«We R Who We R» contó con una buena recepción alrededor del mundo. En Australia, debutó directamente en la primera posición del conteo Australian Singles Chart y se mantuvo allí durante tres semanas no consecutivas. Semanas después, la ARIA condecoró al sencillo con cuatro discos de platino por vender más de 280 mil copias en el país. En los Estados Unidos, también debutó directamente en el primer puesto de la lista Billboard Hot 100 con un total de 280 mil copias vendidas esa semana, convirtiéndose así en la décima séptima canción que logra debutar en dicha posición. Asimismo, alcanzó las posiciones número uno, dos y veintisiete en Digital Songs, Pop Songs y Dance/Club Play Songs, respectivamente. En Nueva Zelanda, alcanzó la cuarta posición de la lista New Zealand Singles Chart en la semana del 1 de noviembre de 2010. En el Reino Unido, Canadá y Eslovaquia alcanzó las posiciones número uno, dos y cuatro, respectivamente. También se convirtió en top 20 en países como Bélgica (región valona y región flamenca), Noruega, Austria, Suiza y República Checa.

## Promoción

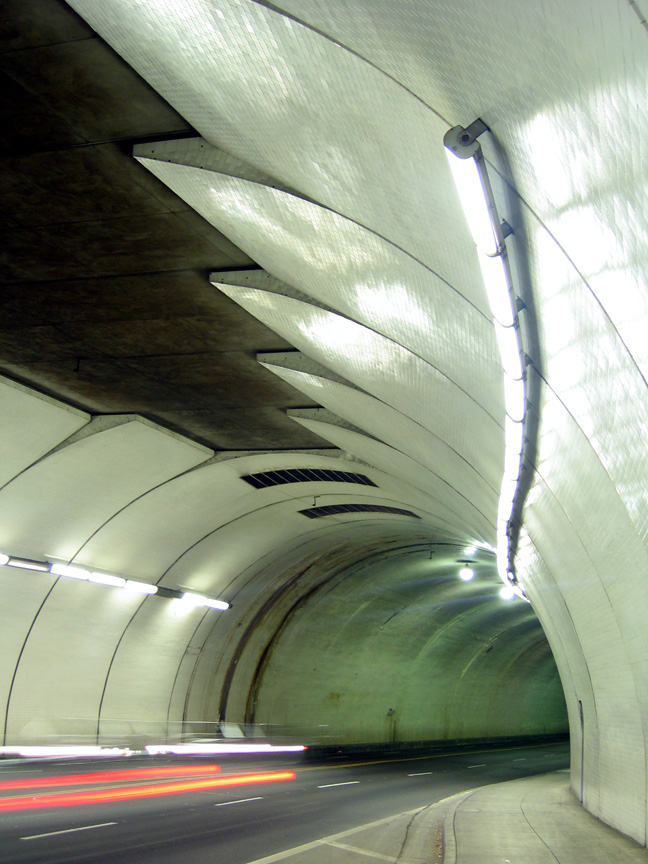
El 2nd Street Tunnel, lugar donde se desarrolla el vídeo.

### Vídeo musical
Su vídeo musical fue dirigido por el director estadounidense Hype Williams y filmado en el 2nd Street Tunnel ubicado en el centro de Los Ángeles, California, en un periodo aproximado de cuarenta y ocho horas. Días previos a su lanzamiento, Kesha dio una entrevista a MTV News en donde explicó la idea detrás del vídeo así como su experiencia al grabarlo, comentando que:

«Este vídeo es un poco más sexy time, no voy a mentir, puede inducir una erección o dos [...] Mira, tiene bombas, erecciones, chicas, tetas y cerveza... siempre la cerveza».

Su estreno mundial se llevó a cabo el 1 de diciembre de 2010 a través de la cuenta oficial de VEVO de Kesha en YouTube. El videoclip comienza con una nova de color azul que luego se dispersa para mostrar a Kesha caminando por un túnel junto a un grupo de chicas mientras ocurre una explosión detrás de ellas. Al comenzar el estribillo, empieza una carrera de autos en medio del lugar y tras terminar, todos comienzan a bailar en medio de la calle. Mientras avanza el vídeo, se pueden ver escenas intercaladas que muestran a un grupo de personas tomando cerveza y a unos policías llegando al lugar. Posteriormente, la intérprete sube a la cima de un edificio para luego tirarse de este y ser atrapada por quienes bailan en la calle. Finalmente, el vídeo termina con la nova de color azul desapareciendo en la oscuridad.

### Presentaciones en directo
Kesha presentó el tema en directo por primera vez en la segunda temporada de la versión australiana del programa de talentos The X Factor, el 14 de noviembre de 2010. Después la interpretó el 21 de noviembre de 2010 en los American Music Awards. Inició la presentación interpretando «Take It Off» mientras tocaba un teclado y luego terminó con «We R Who We R» vistiéndo un traje con espejos y una chaqueta negra de cuero.

## Formatos y remezclas
- Descarga digital

| «We R Who We R» — EP |                            |          |  |
| N.º                  | Título                     | Duración |  |
| 1.                   | «We R Who We R»            | 3:24     |  |
| 2.                   | «Sleazy»                   | 3:25     |  |
| 3.                   | «Animal» (Dave Aude Remix) | 4:37     |  |
| 4.                   | «Animal» (Billboard Remix) | 4:15     |  |

## Posicionamiento en listas

### Semanales
| Australia         | Australian Singles Chart  | 1  |
| Austria           | Austrian Singles Chart    | 15 |
| Bélgica (Flandes) | Ultratop 50 Singles       | 13 |
| Bélgica (Valonia) | Ultratop 50 Singles       | 11 |
| Canadá            | Canadian Hot 100          | 2  |
| Dinamarca         | Danish Singles Chart      | 31 |
| Eslovaquia        | Radio Top 100 Chart       | 4  |
| España            | Spanish Singles Chart     | 26 |
| Estados Unidos    | Billboard Hot 100         | 1  |
| Estados Unidos    | Pop Songs                 | 2  |
| Estados Unidos    | Digital Songs             | 1  |
| Estados Unidos    | Dance/Club Play Songs     | 27 |
| Francia           | French Singles Chart      | 22 |
| Noruega           | Norwegian Singles Chart   | 13 |
| Nueva Zelanda     | New Zealand Singles Chart | 4  |
| Países Bajos      | Dutch Top 40              | 42 |
| Reino Unido       | UK Singles Chart          | 1  |
| República Checa   | Radio Top 100 Chart       | 20 |
| Suecia            | Swedish Singles Chart     | 22 |
| Suiza             | Swiss Singles Chart       | 17 |

### Anuales
| Australia | Australian Singles Chart | 25 |
| Suecia    | Swedish Singles Chart    | 87 |

| Bélgica (Valonia) | Ultratop 50 Singles | 90 |
| Canadá            | Canadian Hot 100    | 35 |
| Estados Unidos    | Billboard Hot 100   | 30 |
| Reino Unido       | UK Singles Chart    | 57 |

### Certificaciones
| País           | Organismo certificador | Certificación | Unidades certificadas | Ref.   |
| -------------- | ---------------------- | ------------- | --------------------- | ------ |
| Australia      | ARIA                   | 5× Platino    | 350 000               | [ 10 ] |
| Estados Unidos | RIAA                   | 5× Platino    | 5 000                 | [ 41 ] |
| Italia         | FIMI                   | Oro           | 15 000                | [ 42 ] |
| México         | AMPROFON               | Oro           | 30 000                | [ 43 ] |
| Nueva Zelanda  | RIANZ                  | Platino       | 15 000                | [ 44 ] |
| Suecia         | GLF                    | Platino       | 40 000                | [ 45 ] |
| Reino Unido    | BPI                    | Oro           | 400 000               | [ 46 ] |

## Historial de lanzamientos
| País           | Fecha                 | Formato          | Ref.   |
| -------------- | --------------------- | ---------------- | ------ |
| Alemania       | 22 de octubre de 2010 | Descarga digital | [ 47 ] |
| Australia      | 22 de octubre de 2010 | Descarga digital | [ 48 ] |
| Austria        | 22 de octubre de 2010 | Descarga digital | [ 49 ] |
| Bélgica        | 22 de octubre de 2010 | Descarga digital | [ 50 ] |
| Canadá         | 22 de octubre de 2010 | Descarga digital | [ 51 ] |
| Estados Unidos | 22 de octubre de 2010 | Descarga digital | [ 52 ] |
| Italia         | 22 de octubre de 2010 | Descarga digital | [ 53 ] |
| Nueva Zelanda  | 22 de octubre de 2010 | Descarga digital | [ 54 ] |
| Países Bajos   | 22 de octubre de 2010 | Descarga digital | [ 55 ] |
| Suecia         | 22 de octubre de 2010 | Descarga digital | [ 56 ] |
| Suiza          | 22 de octubre de 2010 | Descarga digital | [ 57 ] |
| Alemania       | 7 de enero de 2011    | Sencillo en CD   | [ 58 ] |
| Reino Unido    | 23 de enero de 2011   | Descarga digital | [ 59 ] |

## Créditos y personal
- Voz: Kesha.
- Composición: Kesha, Ammo, Dr. Luke, Jacob Kasher Hindlin y Benny Blanco.
- Producción: Ammo, Dr. Luke y Benny Blanco.
- Instrumentación: Ammo, Dr. Luke y Benny Blanco.
- Programación: Ammo, Dr. Luke y Benny Blanco.

Fuente: Discogs.